# Eime
Eime – miasto (niem. Flecken) w Niemczech, w kraju związkowym Dolna Saksonia, w powiecie Hildesheim, wchodzi w skład gminy zbiorowej Leinebergland. Do 31 października 2016 należało do gminy zbiorowej Gronau (Leine).